# Kegeringan
Kegeringan is een bestuurslaag in het regentschap Lampung Barat van de provincie Lampung, Indonesië. Kegeringan telt 1530 inwoners (volkstelling 2010).